# Équipe cycliste SwiftCarbon Pro Cycling
SwiftCarbon Pro Cycling est une équipe cycliste masculine britannique ayant le statut d'équipe continentale depuis 2019. Elle a été fondée en 2018 et est actuellement basée au Yorkshire.

## Classements UCI
Depuis 2019, l'équipe participe aux épreuves des circuits continentaux et en particulier de l'UCI Europe Tour.
UCI Europe Tour
| Saison | Classement par équipes | Meilleur coureur au classement individuel |
| ------ | ---------------------- | ----------------------------------------- |
| 2019   | 87e                    | James Shaw (459e)                         |
| 2020   | 73e                    | Darragh O'Mahony (461e)                   |
| 2021   | 96e                    | Alex Peters (1250e)                       |

L'équipe est également classée au Classement mondial UCI qui prend en compte toutes les épreuves UCI et concerne toutes les équipes UCI.
| Saison | Classement par équipes | Meilleur coureur au classement individuel |
| ------ | ---------------------- | ----------------------------------------- |
| 2019   | 157e                   | James Shaw (608e)                         |
| 2020   | 118e                   | Darragh O'Mahony (566e)                   |
| 2021   | 164e                   | Alex Peters (1822e)                       |

## SwiftCarbon Pro Cycling en 2021[1]
| Cycliste            | Date de naissance | Nationalité | Équipe 2020                      |  |
| ------------------- | ----------------- | ----------- | -------------------------------- |  |
| William Bjergfelt   | 4 décembre 1978   | Royaume-Uni | SwiftCarbon Pro Cycling          |  |
| Alex Braybrooke     | 12 août 1997      | Royaume-Uni | SwiftCarbon Pro Cycling          |  |
| Ben Hardy           | 20 avril 1998     | Royaume-Uni | SwiftCarbon Pro Cycling          |  |
| William Harper      | 27 février 1990   | Royaume-Uni | SwiftCarbon Pro Cycling          |  |
| Owen James          | 15 octobre 1995   | Royaume-Uni | SwiftCarbon Pro Cycling          |  |
| Tim James           | 14 février 1998   | Royaume-Uni | SwiftCarbon Pro Cycling          |  |
| Ross Lamb           | 12 octobre 1995   | Royaume-Uni | SwiftCarbon Pro Cycling          |  |
| Christopher Latham  | 6 février 1994    | Royaume-Uni | Vitus Pro Cycling p/b Brother UK |  |
| Mitchell McLaughlin | 18 mars 1998      | Irlande     |                                  |  |
| Darragh O'Mahony    | 30 décembre 1997  | Irlande     | SwiftCarbon Pro Cycling          |  |
| Ollie Peckover      | 23 avril 1998     | Royaume-Uni |                                  |  |
| Alex Peters         | 31 mars 1994      | Royaume-Uni | Canyon DHB p/b Soreen            |  |
| Tristan Robbins     | 26 mai 1996       | Royaume-Uni | SwiftCarbon Pro Cycling          |  |
| Andrew Turner       | 13 février 1995   | Royaume-Uni | SwiftCarbon Pro Cycling          |  |
| Peter Williams      | 13 décembre 1986  | Royaume-Uni | SwiftCarbon Pro Cycling          |  |
| Stagiaire           | Date de naissance | Nationalité | Équipe 2021                      |  |
| Josh Whitehead      | 1er juin 2000     | Royaume-Uni |                                  |  |